# Rue Saint-Malo (Brest)
Pour les articles homonymes, voir Rue Saint-Malo.
La rue Saint-Malo est une rue de la commune française de Brest.

## Situation et accès
Elle se situe dans le vallon du Pontaniou, en contrebas du plateau des Capucins dans le quartier de Recouvrance.
Sa partie pavée longe, d'un côté, le haut mur de la cour de la Madeleine et sa fontaine, où se dressait, au XVIIIe siècle, le Refuge Royal, lieu d'hébergement pour pensionnées du roi et d'enfermement pour « les filles de petite vertu et de mauvaise vie » ainsi que pour les huguenotes après la révocation de l'édit de Nantes. De l'autre côté, elle est bordée de maisons des XVIIIe et XIXe siècles aux arrières desquelles se dressent des jardins et cours en terrasse. De nos jours, le passage vouté dans la levée de Pontaniou menant à la crique est condamné pour empêcher l'accès à l'arsenal de Brest qui a progressivement clôturé les rives de la rivière Penfeld pour un usage exclusivement militaire mais les escaliers de la Madeleine qui remontent vers le plateau des Capucins ne font pas de la ruelle une impasse.

## Origine du nom
Elle porte le nom de Saint-Malo, principal port de la côte nord de Bretagne.

## Historique

### Le vallon de Pontaniou
C’est au creux de l’un des vallons dessinés par les eaux s’écoulant vers la Penfeld, au sud du plateau des Capucins, que le tracé de la rue Saint-Malo, simple chemin rural bordé de quelques bâtisses à la fin du XVIIe siècle, trouve ses origines. L’architecture simple des maisons et la nature des matériaux de construction témoignent du niveau social modeste de ses habitants. Axe principal de Recouvrance cette voie qui était pavée était la seule carrossable par où descendaient les charrettes en direction de la Penfeld.
À cette époque, la chaussée débouche directement sur les rives de la Penfeld, au niveau de l’anse de Pontaniou, utilisée très tôt par les pêcheurs de bourg de Sainte-Catherine comme port d’échouage pour le carénage de leurs bateaux, puis aménagée pour les besoins de l’arsenal ; le bas de la rue est soumis au balancement des marées.

### Le refuge royal

Fresque sur une des maisons, représentant la Belle Tamisier, pénitente qui aurait mis le feu au Refuge royal de la Marine, le jour des cendres, en février 1782.

En 1685, les juges royaux décident d’agir face à une nette croissance de la prostitution à Brest. Alors que le port militaire est en plein essor, les autorités, embarrassées par le développement de la prostitution, décident de la construction d’un lieu d’enfermement pour « les filles de petite vertu et de mauvaise vie ». La conception du refuge royal, ensemble de bâtiments d’envergure sur le terrain actuel de la Madeleine et longeant le bas de la rue Saint-Malo, est confiée à Choquet de Lindu, ingénieur des travaux du port (voir plan) qu’il dessinera en 1736.
Encadrées par les sœurs de Saint-Thomas de Villeneuve les femmes enfermées, prostituées condamnées mais aussi veuves, folles, orphelines et autres femmes sans homme, sont marquées de la fleur de lys au fer rouge, et utilisées par la Royale, notamment pour tanner les toiles à voile.

Le 10 février 1782, jour des gras et des cendres, un incendie ravage le Refuge royal lors d'une mutinerie fomentée par la Belle Tamisier : cette femme, enfermée pour mauvaises mœurs à la demande de son beau père Vincent La Tulipe, tambour major de la ville, aurait déclaré, lors d'un procès sommaire « Ici [au Refuge royal] je vais faire mon carnaval ». Le refuge ne sera jamais reconstruit.

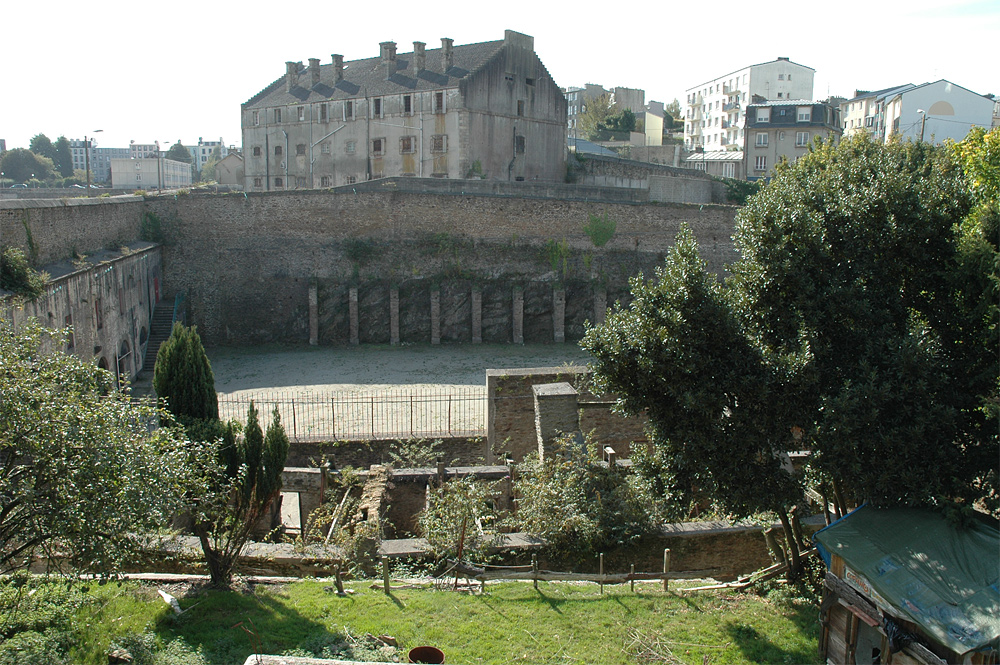
Rue Saint-Malo, le terrain de la Madeleine et la prison de Pontaniou

### L’enclavement progressif de la rue
Dès le début du XIXe siècle, le préfet maritime Joseph Caffarelli lance des travaux de restauration et d’agrandissement du port, la rue Saint-Malo se ferme peu à peu, cernée par les constructions militaires.
La levée de Pontaniou fut construite de 1807 à 1809 par l’ingénieur Trouille : composée du bâtiment aux Lions, d’une rampe, et couverte par la rue de Pontaniou, elle sert à la fois de clôture de l’anse aménagée en formes de radoub pour l’arsenal, et de voie de communication surplombant le vallon entre la caserne du IIe dépôt de munitions surnommée « la Cayenne » (au sud) et le plateau des Capucins (au nord), hébergeant le couvent du même nom depuis le XVIIe siècle, qui vient d’être confisqué à la communauté religieuse et réquisitionné pour la Marine nationale après la Révolution française de 1789 .
L’extrémité septentrionale du bâtiment aux Lions condamne le bas de la rue Saint-Malo et l’isole de la rive droite de la Penfeld. Le terrain de la Madeleine est lui aussi clôturé par un haut mur aveugle.
Les ateliers des Capucins, voués à la construction navale, surplombant la rue Saint-Malo et l’anse de Pontaniou sont édifiés au milieu du XIXe siècle, le plateau est à son tour délimité par des murs d’enceinte.

### La ville martyre
Jusqu'à la Seconde Guerre mondiale, Brest garde une réputation de lieux à matelots, à boisson et à prostitution. Les bombardements alliés de la Seconde Guerre mondiale, ainsi que les opérations de reconstruction d'après-guerre détruisent presque entièrement la ville-arsenal. Brest sur sa rive gauche est à peu près anéantie, alors que Recouvrance (rive droite) a gardé une partie de son tissu urbain d'avant-guerre dont la rue Saint-Malo. Le lavoir, quelques bâtisses de la partie centrale et surtout la partie la plus encaissée de la voie (les derniers 100 m) ont été épargnés.

### La démolition programmée
L'âge d'or de la grande reconstruction de la ville voue les 13 immeubles du bas de la rue Saint-Malo, épargnés par les bombardements de la guerre, à la démolition : dès 1965, la ville incite les propriétaires à vendre en exerçant un droit de préemption dans l’idée de raser ces logements insalubres (absence d’eau courante, vétusté, humidité…), la partie ancienne de la rue Saint-Malo est progressivement abandonnée. Une quinzaine d'années plus tard, le dernier habitant, Alexandre Le Meur, vend les deux immeubles de deux étages dont il est propriétaire aux numéros 15 et 17.
Dès lors, les plaques de zinc couvrant certains immeubles sont dérobées, les toitures d'ardoises se dégradent précipitant la détérioration des édifices qui sont vandalisés.

## D’une destruction programmée à un patrimoine revendiqué

### Vivre la Rue

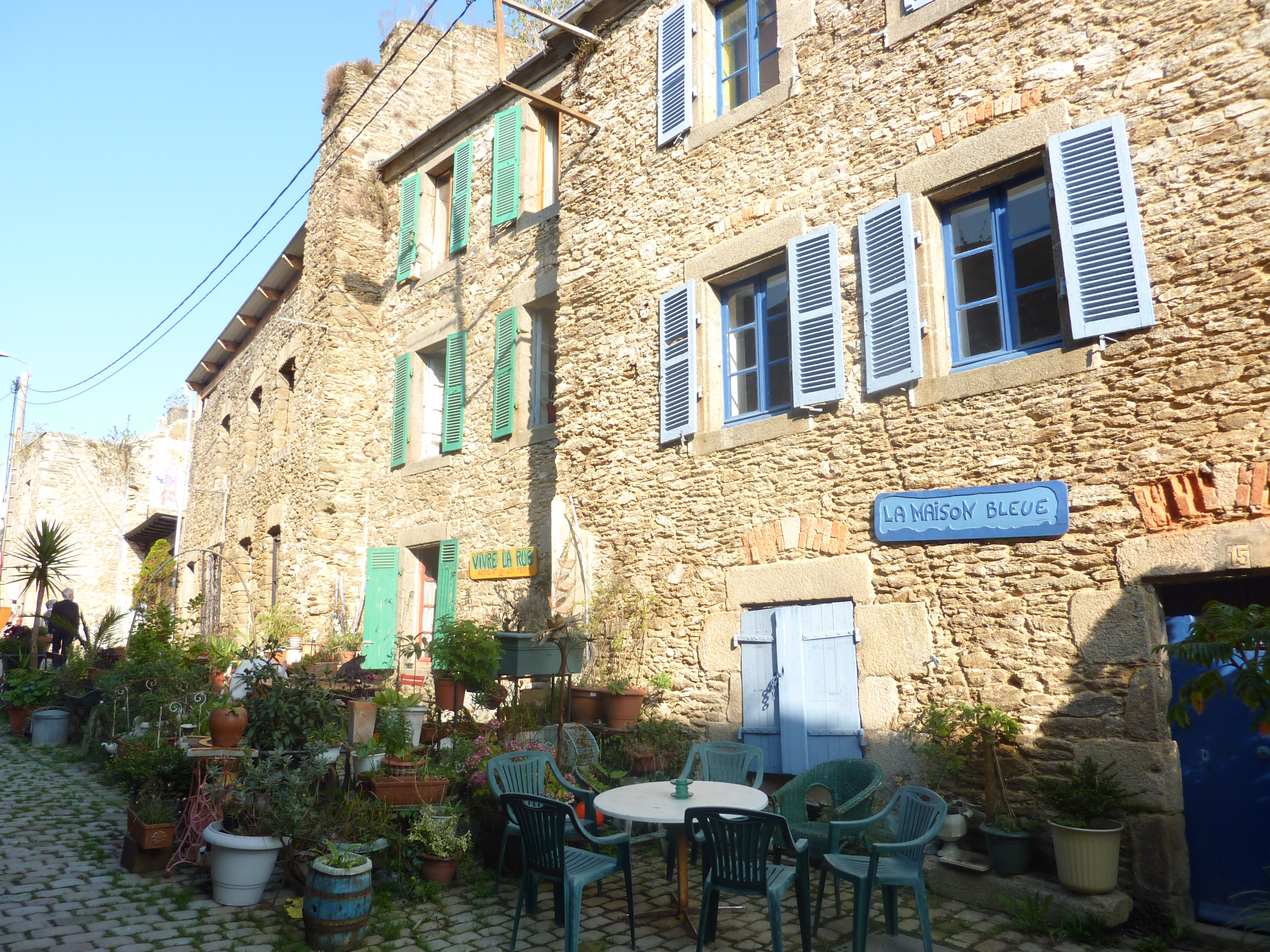
Vieilles maisons de la rue Saint-Malo dont le siège de l'association Vivre la rue au n° 17.

En novembre 1990, Vivre la Rue, association loi de 1901 créée en juillet 1989, mise en demeure de quitter son lieu alternatif du 29 rue Sébastopol (le Renc’Arts) pour une démolition programmée imminente, passe un accord avec Pierre Maille, maire de la ville de Brest, pour occuper la rue Saint-Malo. En contrepartie, la ville remet à l’association la seule clef en sa possession, celle du 17 de la rue Saint-Malo.
Depuis leur abandon, les bâtiments, exposés aux intempéries, sont dégradés par les infiltrations. Les sympathisants de Vivre la Rue évacueront plusieurs centaines de tonnes de déchets et gravats au cours des deux premières années de l’installation de l’association.

« Devant l’éventualité d’un arasement total, l’association Vivre la Rue s’efforce avec une opiniâtreté digne d’estime, de sauver sa rue, mieux, de lui conférer, dans une connotation artistique, la possibilité de voir naître un centre culturel populaire… »

— Louis Chauris, Le Progrès-Courrier, 22 mars 2003

### La polémique
L’arrivée de Vivre la Rue rue Saint-Malo défraye la chronique : déclarations d’élus dans la presse, création d’une association visant à son expulsion, Vivre à Pontaniou.

### De nouvelles plaies
Bien qu’aucun des projets d’aménagement du secteur n’ait aboutit, des interventions successives des services de la ville entaillent profondément l’intégrité des édifices fragiles : la Caserne (au n° 19) et le n° 21 sont éventrés, laissés béants par un chantier d’insertion en 1994.
Le bar guinguette Le Trou, le plus ancien de Brest-Recouvrance, situé face à la porte du Carpon, est rasé en 1993, la ville ayant usé de son droit de préemption pour le détruire quand l'association décide d'acquérir cet établissement historiquement populaire de Recouvrance.
Le n° 1, belle bâtisse recouverte d’un toit à pans coupés, est sacrifié en 1998 au nom de la modernisation du réseau d’évacuation des eaux pluviales de la rue du Carpon, en contre-haut.

### Dynamiser la rue

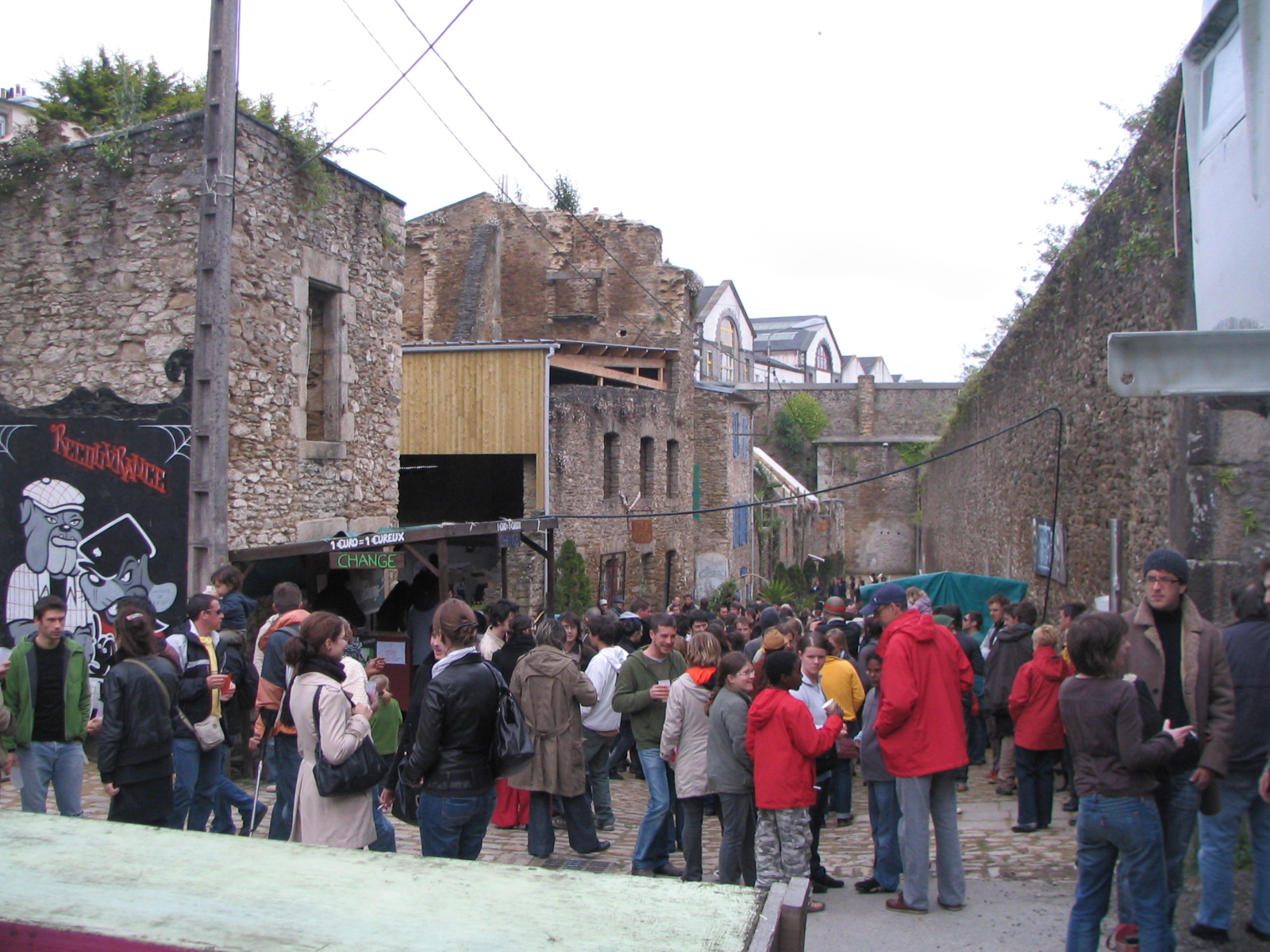
La rue Saint-Malo pendant les Beaux Dimanches, manifestations artistiques et culturelles de 2005 à 2010.

Il y a une prise de conscience tardive et encore fragile de l’importance de la sauvegarde de ce patrimoine populaire.
Sans la détermination de l'association Vivre la Rue depuis 1989 pour la sauvegarde de ce vestige du patrimoine brestois, il est fort probable qu'il aurait aujourd'hui disparu. Grâce à cette démarche citoyenne, la rue est aujourd'hui mise en valeur, reconnue et visitée comme la plus ancienne rue pavée de Brest (plus de 10 000 visiteurs par an en 2012, près de 20 000 en 2015 et plus de 210 000 visiteurs par an depuis 2019 ce qui la classe parmi les lieux les plus visités de la métropole brestoise).
Vivre la Rue est une association loi 1901, dont le siège se trouve au 17 rue Saint-Malo. Son ambition est d'être un lieu d'épanouissement pour les projets et les individus en favorisant les rencontres artistiques et les propositions pluridisciplinaires comme des vecteurs permettant de renforcer le lien social, la valorisation d'un quartier sensible et la participation citoyenne.
Depuis 1989, l'association Vivre la Rue concilie spectacles urbains et histoire en s'attachant à ce lieu oublié qu'elle fait renaître aux feux de la fête.
Les objectifs généraux :
- Préserver et dynamiser la rue populaire et historique rue Saint-Malo à Brest Recouvrance ;
- Être une force de propositions culturelles et artistiques valorisant le quartier de Recouvrance et ses habitants ;
- Animer un lieu de rencontres, de partages, d'enrichissement personnel et d'échanges intergénérationnels ;
- Encadrer une fonction d'appui pour les projets artistiques, associatifs et proposer un espace d'aide aux individus.

## Galerie photos

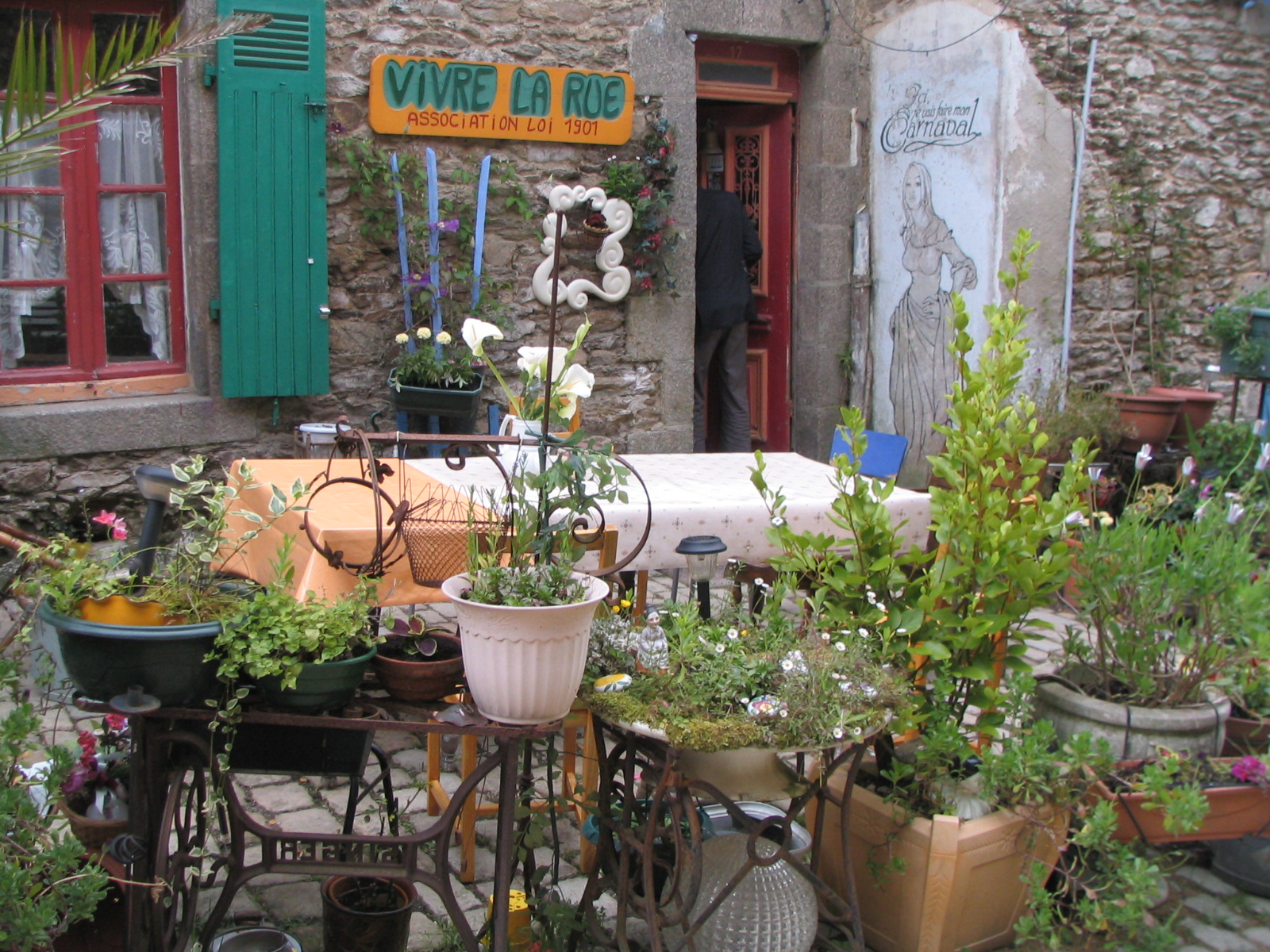
Maison de Vivre la rue en 2009
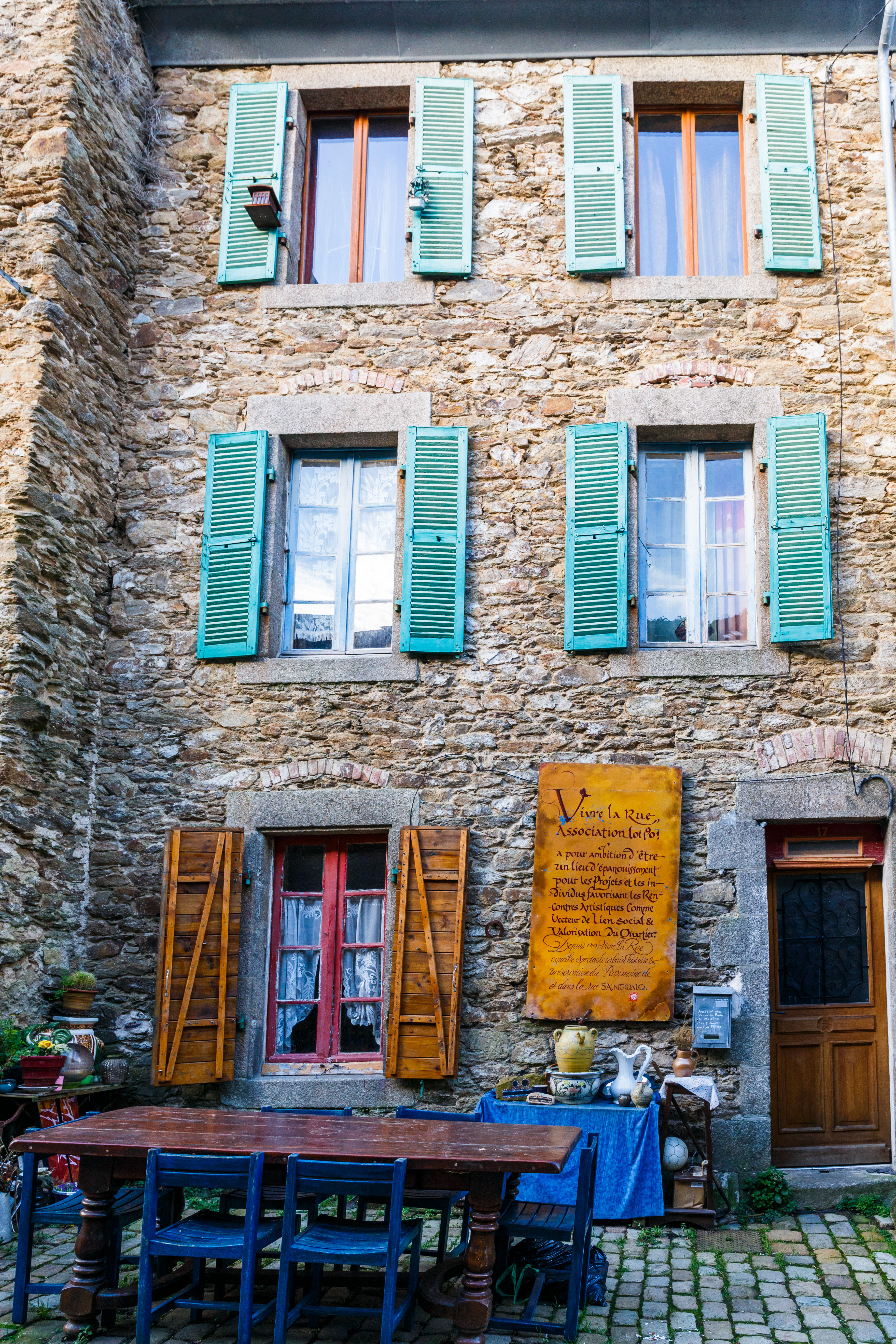
Maison de Vivre la rue en 2017
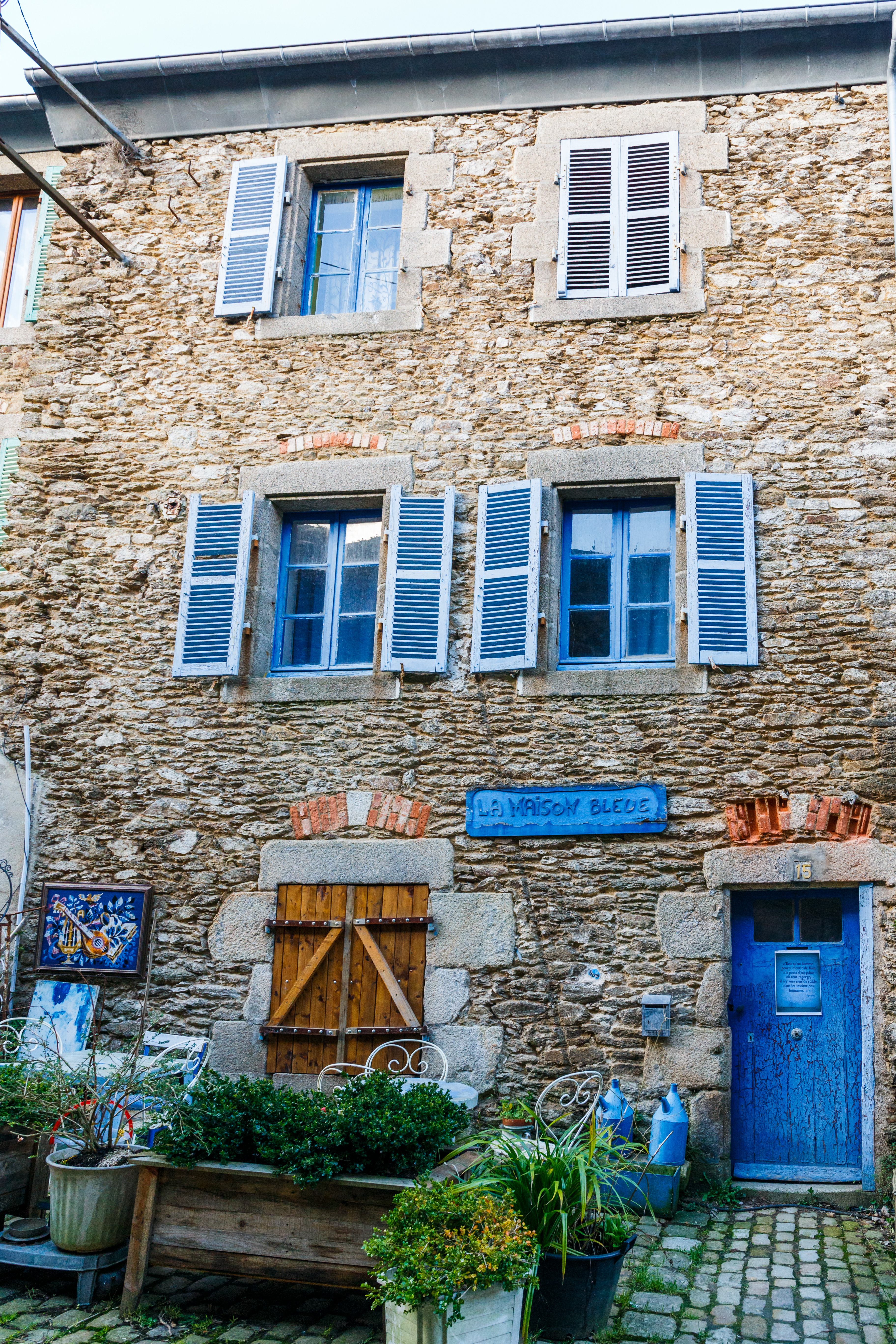
"La Maison bleue" au n°15
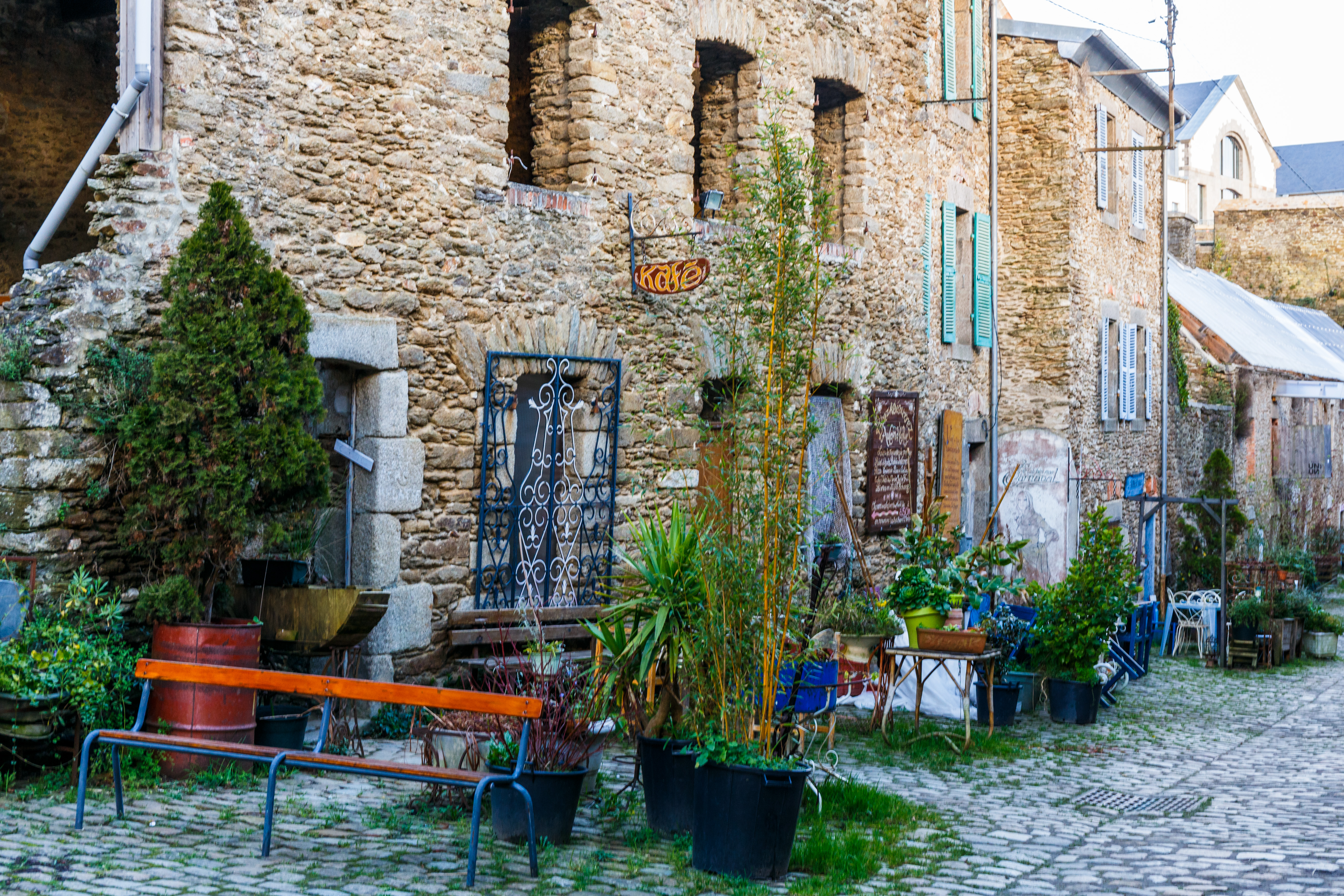
"La Grande Caserne"
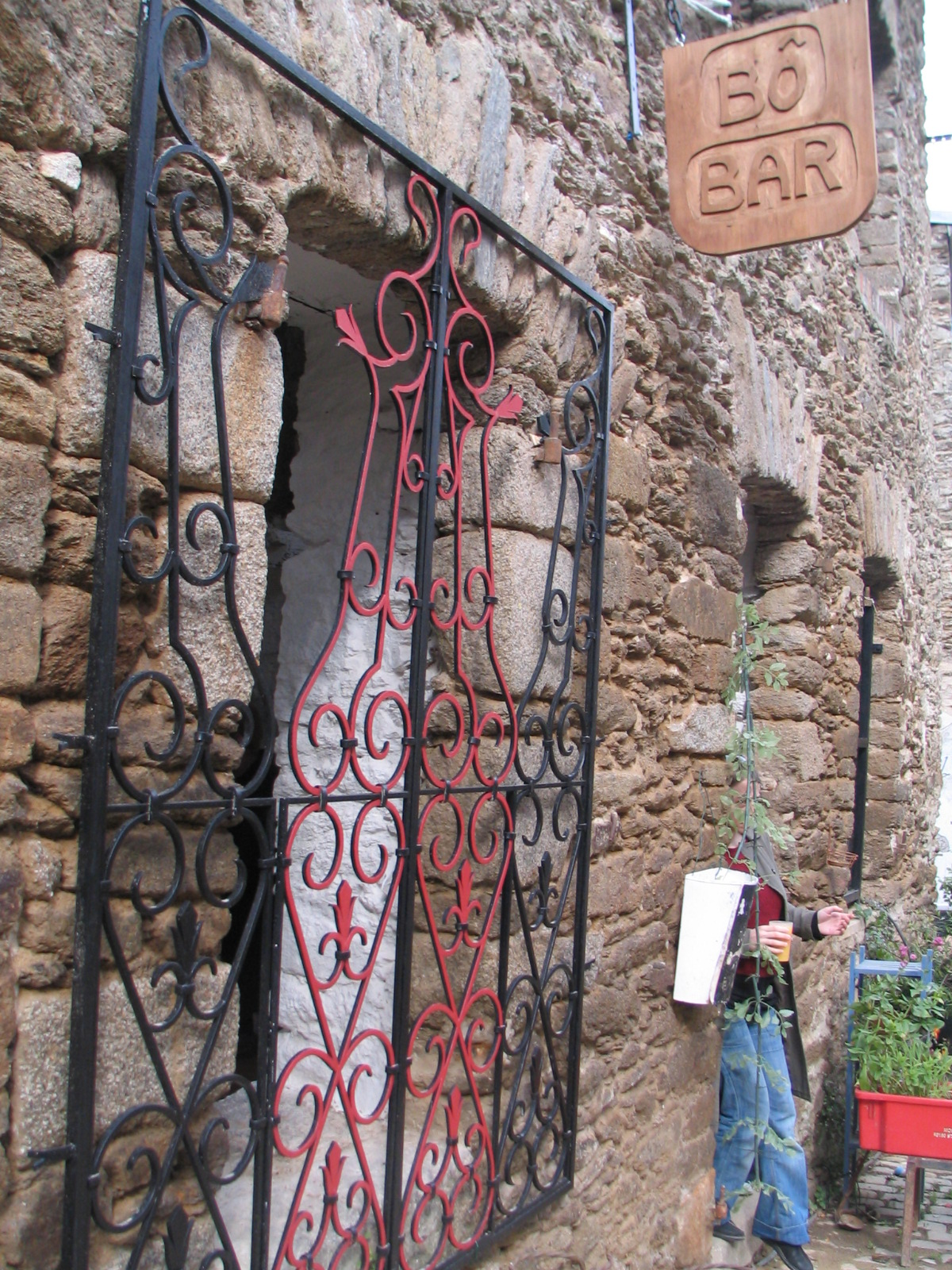
Grille de "La Grande Caserne"
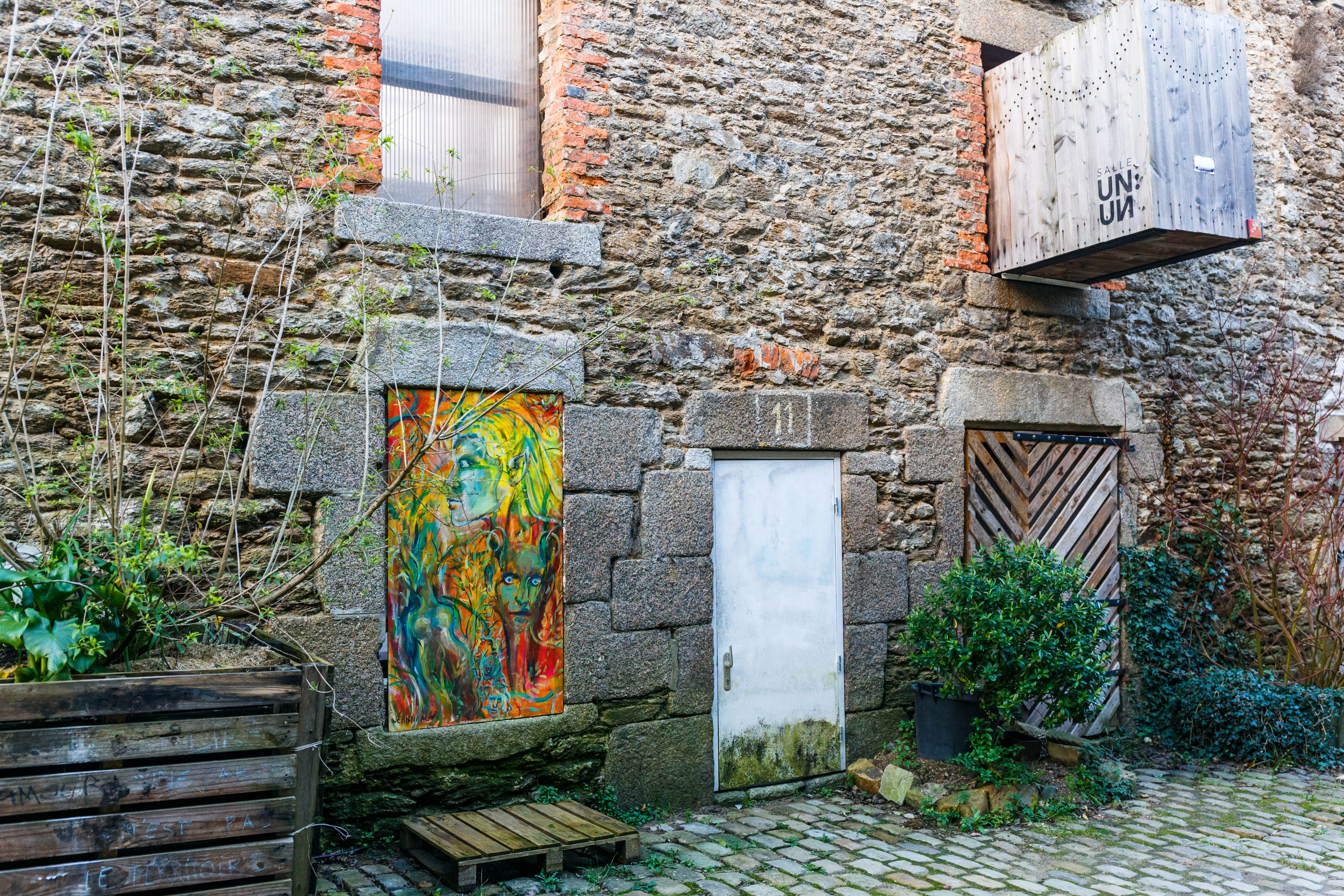
"Salle UN:UN" au n°11
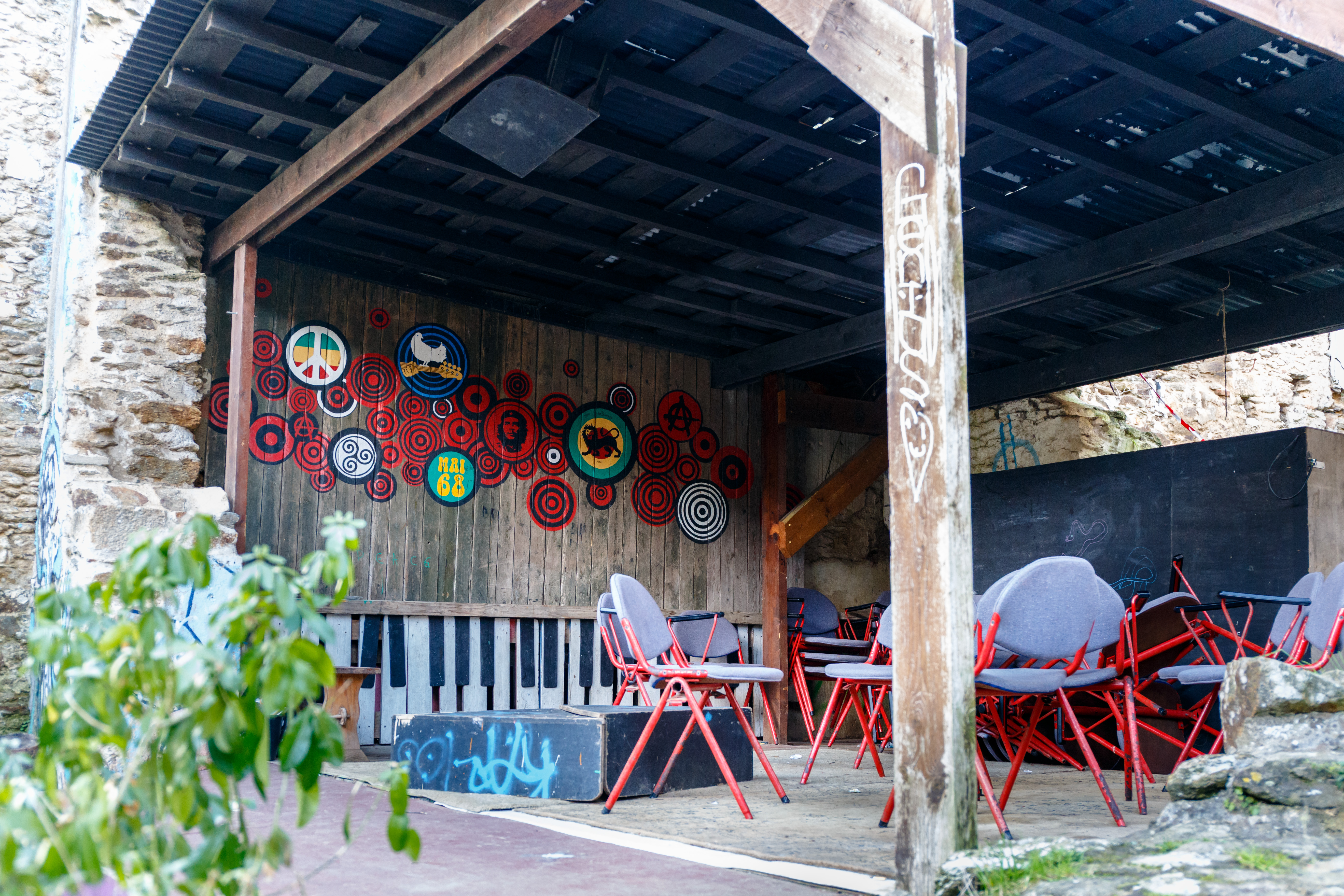
Scène ouverte
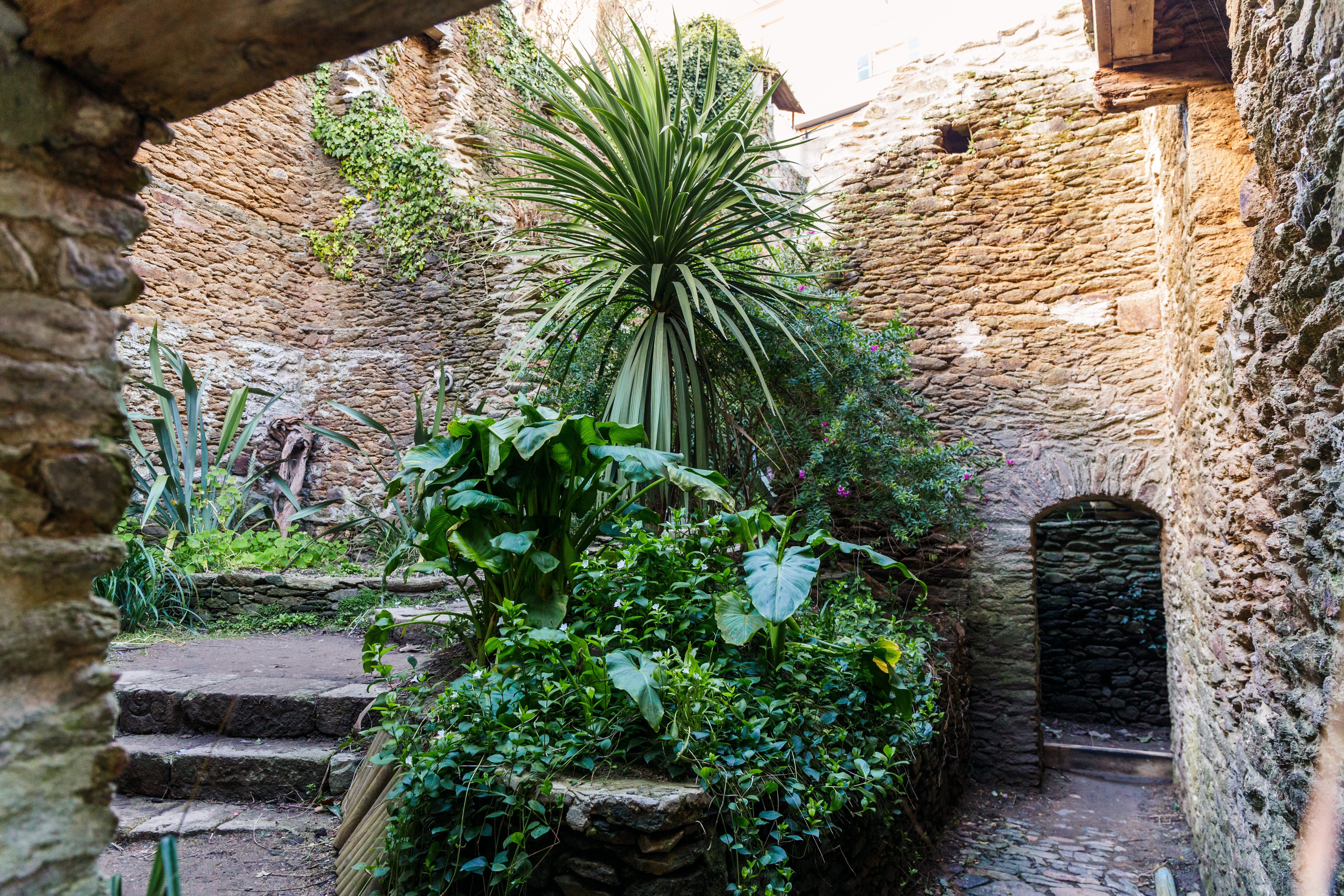
Cour intérieure
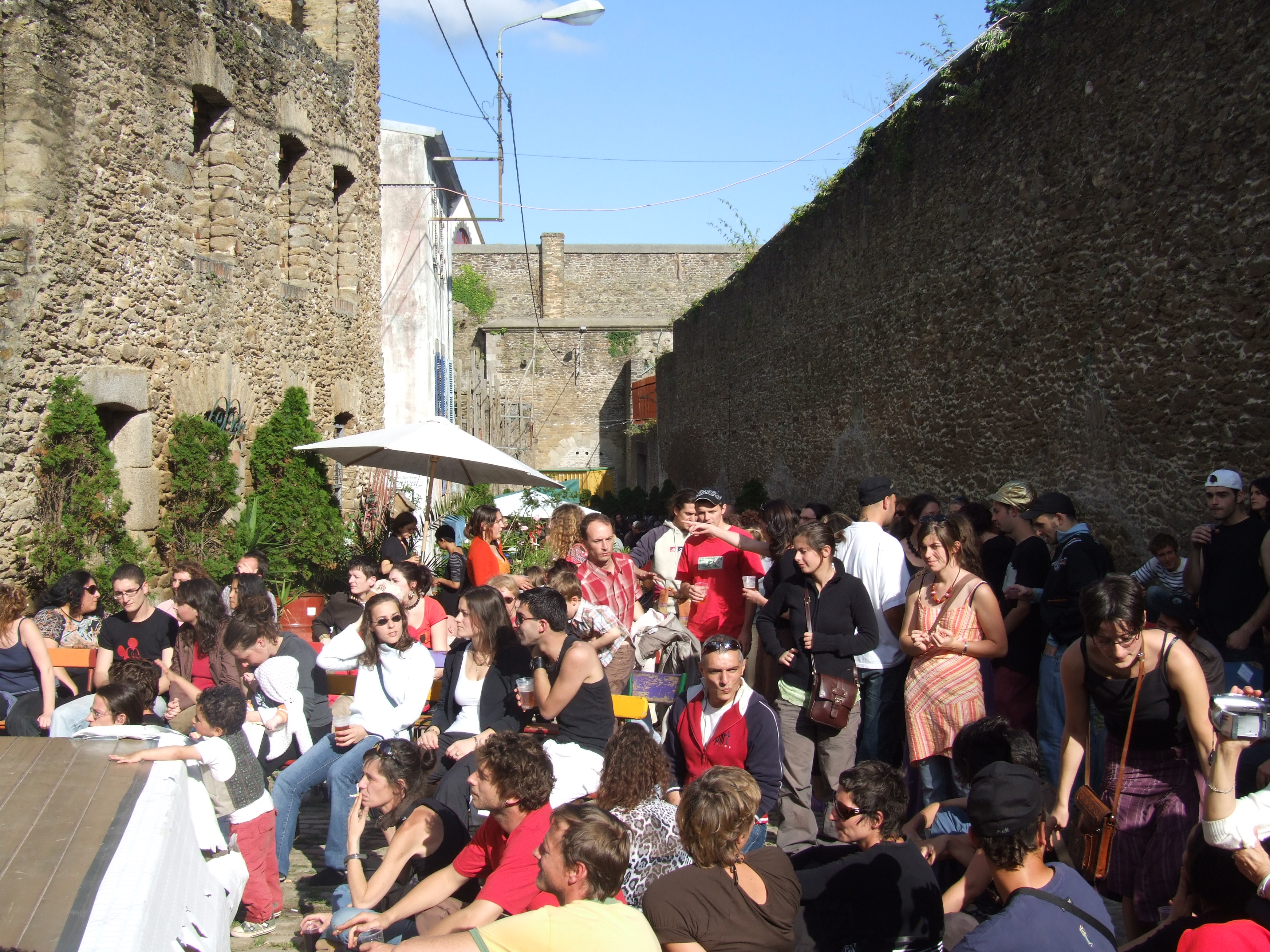
La rue Saint-Malo en fête